# Etiopskie Siły Powietrzne
Etiopskie siły powietrzne – jedne z najliczniejszych sił powietrznych w Afryce. Głównymi dostawcami samolotów był ZSRR oraz Kuba. 
W 1966 roku otrzymano 10 sztuk F-5A i 2 F-5B, a w latach 1973-1974 przyleciały 3 nowe F-5A oraz 2 F-5B, oraz ze składu USAF 6 F-5A i jeden F-5B z Iranu. W trakcie szkolenia utracono po jednym F-5A i F-5B. W trakcie wojny z Somalią, sprawnych było od 13 do 18 F-5, które wykorzystano do nalotów naziemnych. 17 lipca 1977 stracono pierwszy F-5A przez pocisk ziemia-powietrze, a później drugi przez obronę przeciwlotniczą ZSU-23-4. 
Na wyposażeniu są głównie samoloty MiG-21 PF Fishbed-D oraz MiG-23BN Flogger-F i MiG-17F. Drugim dostawcą sprzętu była Chińska Republika Ludowa, która dostarczała samoloty Shenyang F-6 oraz MiG-19 „Farmer”. Zadania transportowe wykonują samoloty typu An-12 Club. Flota śmigłowców to samoloty typu Mi-6 Hook, Aérospatiale Alouette III SA 316B i Chetak oraz Aérospatiale SA 330 Puma, który służy przewożeniu osobistości. W skład sił powietrznych wchodzą także 2 samoloty typu Lockheed C-130 Hercules, które pełnią funkcję samolotów desantowych.

## Wyposażenie
| Samolot                           | Kraj pochodzenia  | Typ                                    | Wersje                   | W służbie | Uwagi                        |
| --------------------------------- | ----------------- | -------------------------------------- | ------------------------ | --------- | ---------------------------- |
| Aermacchi SF-260                  | Włochy            | treningowy                             | SF.260TP                 | 4         |                              |
| Aero L-39 Albatros                | Czechy            | treningowy                             | L-39                     | 17        |                              |
| Aérospatiale SA 316 Alouette III  | Francja           | utility helicopter                     | SA 316A                  | 8         |                              |
| Antonow An-12 Cub                 | ZSRR              | transportowy                           | An-12                    | 9         |                              |
| Antonow An-24 Coke                | ZSRR              | transportowy                           | An-24                    | 1         |                              |
| Antonow An-26 Curl                | ZSRR              | transportowy                           | An-26                    | 1         |                              |
| Agusta-Bell AB204                 | Włochy            | śmigłowiec wielozadaniowy              | AB204                    | 5         | zbudowany przez firmę Agusta |
| de Havilland Canada DHC-5 Buffalo | Kanada            | transportowy                           | DHC-5                    | 1         |                              |
| Lockheed C-130 Hercules           | Stany Zjednoczone | transportowy                           | C-130BL-100-30           | 21        |                              |
| MiG-21 Fishbed                    | ZSRR              | Myśliwiec                              | MiG-21 MiG-21U           | 18 3      |                              |
| MiG-23 Flogger                    | ZSRR              | Myśliwiec                              | MiG-23 MiG-23UM          | 8 4       |                              |
| Mil Mi-6 Hook                     | ZSRR              | śmigłowiec transportowy                | Mi-6                     | 10        |                              |
| Mil Mi-8 Hip                      | ZSRR/ Rosja       | śmigłowiec transportowy                | Mi-8                     | 12        |                              |
| Mil Mi-14 Haze                    | ZSRR              | śmigłowiec przeciwko łodziom podwodnym | Mi-14PL                  | 2         |                              |
| Mil Mi-24 Hind                    | Rosja             | śmigłowiec szturmowy                   | Mi-24 Mi-35              | 15 3      |                              |
| Sukhoi Su-25 Frogfoot             | ZSRR              | samolot szturmowy                      | Su-25                    | 4         |                              |
| Sukhoi Su-27 Flanker              | ZSRR/ Rosja       | myśliwiec wielozadaniowy               | Su-27S/P Su-27SK Su-27UB | 3 11 4    |                              |
| Jak-40                            | ZSRR              | Transport VIP                          | Yak-40                   | 1         |                              |